# Volodia
Volodia est une nouvelle de 14 pages d'Anton Tchekhov.

## Historique
Volodia est initialement publiée dans la revue russe Le Journal de Pétersbourg, numéro 147, en 1887, sous le pseudonyme A. Tchékhonté.

## Résumé
Volodia est un jeune homme de dix-sept ans. Il est laid, gauche et mal dans sa peau. Invité avec sa mère à la campagne chez les Choumikhine, ils sont reçus comme des parents pauvres, son amour-propre en souffre.
Il tombe amoureux d’une cousine lointaine, Niouta : elle est mariée, elle a trente ans et se moque continuellement de lui. Elle lui cède, il a quelques minutes de bonheur dans le couloir. Le lendemain, il rentre avec sa mère dans la pension de famille où ils habitent, trouve un revolver et se suicide.

## Édition française
- Volodia, traduit par Édouard Parayre, Bibliothèque de la Pléiade, Édition Gallimard, 1970  (ISBN 2-07-010550-4)
- Le Moine noir suivi de Volodia et Une morne histoire, traduit par Gabriel Arout, Ginkgo éditeur [« Petite Bibliothèque slave »], 2021, 222 p. (ISBN 978-2-84679-488-6).